# Aphilopota calaria
Aphilopota calaria là một loài bướm đêm trong họ Geometridae.